# Pointe du Skodern
Der Pointe du Skodern (französisch) ist eine Landspitze an der Küste des ostantarktischen Adélielands. Sie liegt zwischen dem Kap Bienvenue und dem Kap Jules.
Französische Wissenschaftler benannten sie 2010 in Anlehnung an die benachbarte Baie du Skodern. Deren Namensgeber ist das Motorboot Skodern, das von 1951 bis 1952 in diesem Gebiet für hydrographische Vermessungen eingesetzt worden und am 17. Mai 1952 gesunken war.